# Wm. Knaust
Die Firma Wm. Knaust war ein österreichisches Unternehmen, das sich mit der Entwicklung und Erzeugung von Löschgeräten beschäftigte und zu seiner Zeit führend auf dem Gebiet der österreichischen Kronländer war. Die Firma bestand von 1822 bis 1938.

## Geschichte
Der Firmengründer war der aus Braunschweig nach Wien eingewanderte Mechaniker Heinrich Ludwig Fricke (* 1793). Er eröffnete am 22. Mai 1822 die k.k. priv. Feuerspritzen und hydraulische Maschinenfabrik in der Leopoldstadt bei Wien. Seine ersten Erfolge konnte er mit der Verwendung nicht rostender Metalle bei Feuerlöscharmaturen verbuchen, die bisher dafür unbekannt waren. Als Nachfolger in der Firma holte sich Fricke seinen Neffen Wilhelm Knaust, den Sohn seiner Schwester, nach Wien, da sein Sohn zeitig verstarb. Dieser absolvierte bei Fricke ein ausgiebiges Praktikum.
Nach dem Tod Frickes wurde die Firma durch seine Witwe und Knaust weitergeführt, übersiedelte aber bald an eine andere Adresse ebenfalls in der Leopoldstadt.
Durch zahlreiche bahnbrechende Erfindungen auf dem Gebiet des Feuerlöschwesens konnte er die nunmehrige Firma WM. Knaust zu einer der führenden in der Monarchie machen. Im Jahr 1852 kam er beispielsweise mit den neuartigen Ventilhähnen für Handkraftspritzen, die er patentierte, auf dem Markt.
Die kommende Zeit fiel in eine Zeit, in der die ersten Freiwilligen Feuerwehren in Österreich gegründet wurden und sich zahlreich entwickelten. In zahlreichen Chroniken der heutigen Feuerwehren findet man den Namen Knaust. Dies hatte eine gute Auftragslage zur Folge. Produzierte er im Jahr 1852 noch 175 Feuerlöschgeräte, so waren es bis im Jahr 1870 bereits 1.000 Stück. Es wurden aber auch Löschgeräte exportiert. Als große Konkurrenz war damals die Firma Carl Metz in Deutschland auf dem Markt. 1867 entwickelte Knaust die erste Dampffeuerspritze "Donau" mit zwei vertikalen Zylindern. Mit Hilfe der engen Kontakte mit der Berufsfeuerwehr Wien konnte 1874 auch eine Dampffeuerspritze mit zwei horizontalen Zylindern erzeugt werden, wie sie in USA gebaut wurden. Waren die ersten Kunden selbstverständlich die Feuerwehren, so erstreckte sich der Kundenkreis auch bald auf das K.u.k.-Militär. Standardpumpen wurden auch auf Bewässerungsanlagen von Gutsverwaltungen oder bei der Eisenbahn eingesetzt. Von Kaiser Franz Joseph wurde ihm für seine Leistungen das Ritterkreuz des Franz-Joseph-Ordens verliehen.

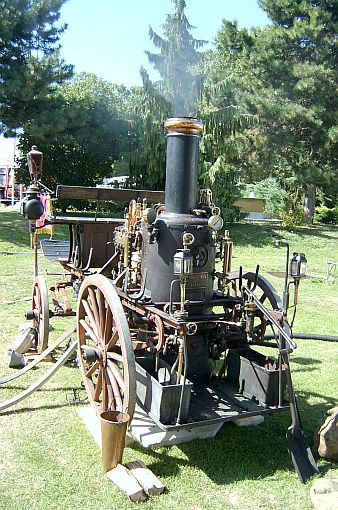
Dreizylinderdampfspritze der FF Gainfarn

Eine weitere Entwicklung war die Verbindung von Dampffeuerlöschpumpe und Lokomobil. So konnte eine solche Dampfspritze 1878 bei der BF Wien in Dienst gestellt werden. Ab 1883 wurden nur mehr Dreizylindertypen erzeugt.
Ein weiterer Meilenstein für die österreichischen Feuerwehren war die Entwicklung der „Knaust’schen Schlauchkupplung mit gleichen Hälften“.
1899 übergab Wilhelm Knaust die Firmenleitung wegen seiner schweren Krankheit an seinen ältesten Sohn Gustav Knaust. 1901 starb der Senior.
1903 wurde für die Berufsfeuerwehr Wien eine Kohlensäure-Druckspritze auf einem Elektromobil gebaut, was damit das erste automobile Gerät war. Innerhalb kurzer Zeit wurden 40 Stück von diesem Typ für die Berufsfeuerwehr gebaut.

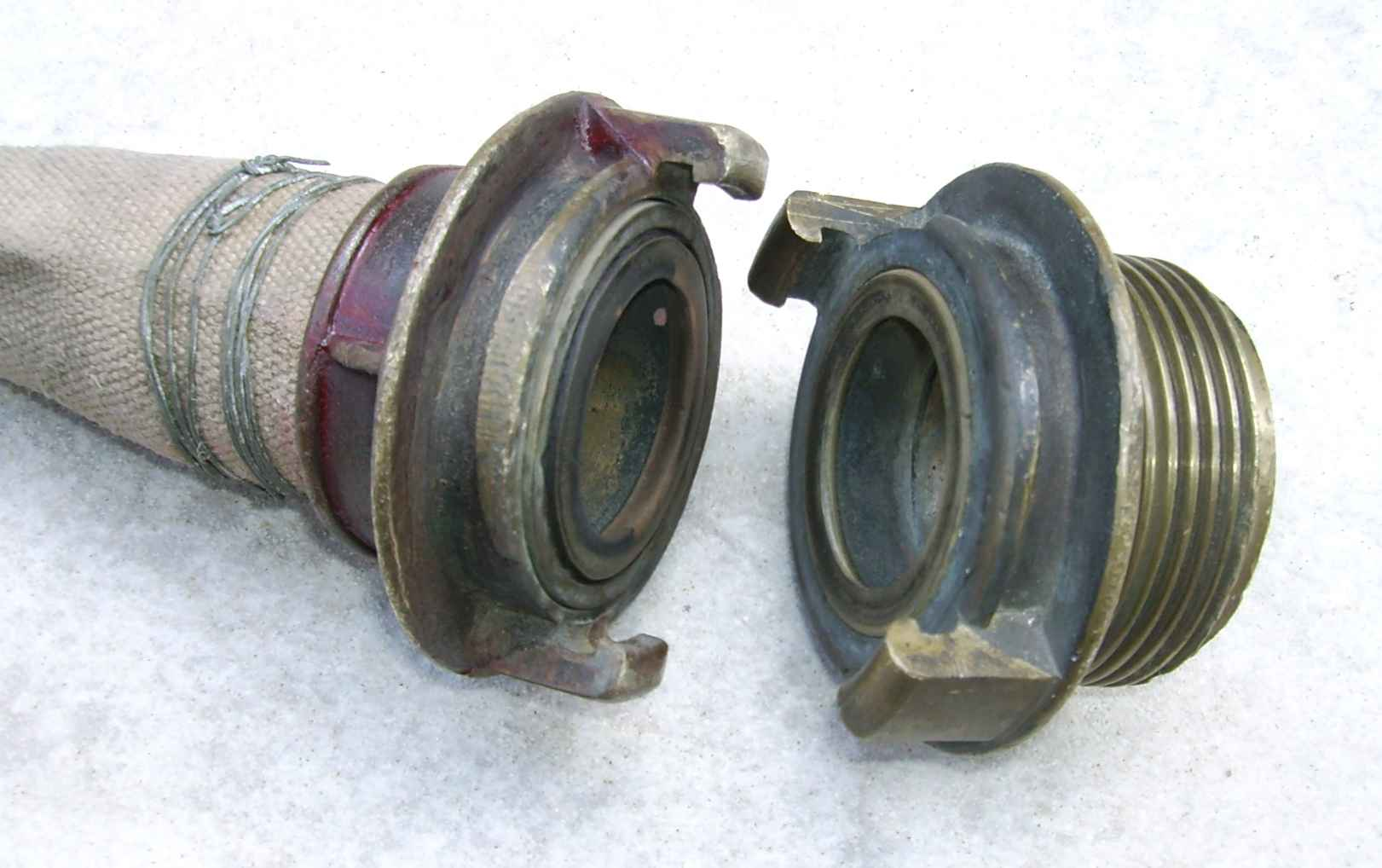
Kupplungspaar aus Messing

1906 wurde die Knaustkupplung K 52 unter der Bedingung, dass das Patent aufgehoben wird, zur Einheitskupplung in Österreich-Ungarn ausgewählt. Vor dem Ersten Weltkrieg zog sich Gustav Knaust aus der Firma zurück und sie wurde nur von dem jüngeren Bruder Wilhelm weitergeführt. Während des Krieges erlebt die Firma auf Grund des erhöhten Bedarfs eine Steigerung der Produktion. 
Nach dem Krieg fusionierte das Unternehmen mit dem Großhändler Boschan. Im Verlauf der Weltwirtschaftskrise 1929 musste Wm. Knaus aber Ausgleich anmelden. Der anschließende Konkurs wurde noch 1929 angemeldet.
Ein weiterer Versuch das Unternehmen zu retten, war die Neugründung unter der Schirmherrschaft von Austro-Fiat, der jedoch auch scheiterte, so dass 1938 das Unternehmen endgültig geschlossen wurde. Pläne und Konstruktionen, so wie Personal wurde teilweise von der Firma Rosenbauer übernommen.